# Powiat sierpecki

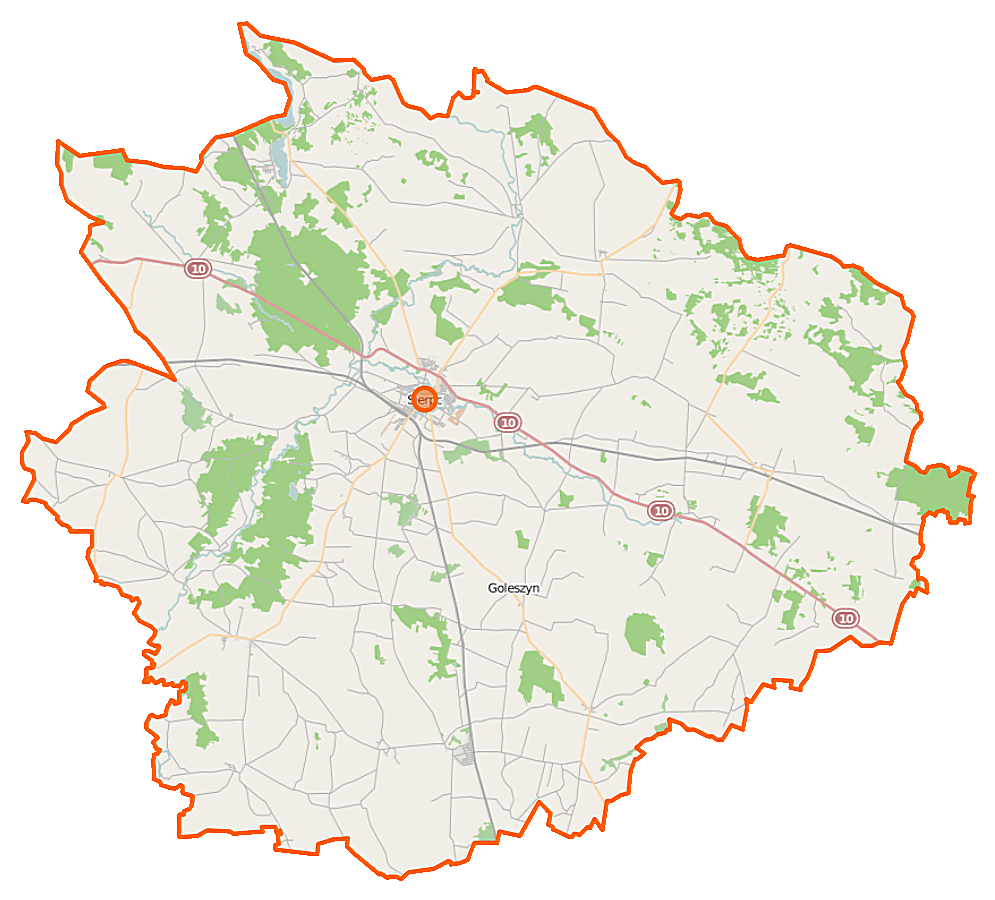
Mapa powiatu

Powiat sierpecki – powiat w Polsce położony w północno-zachodniej części województwa mazowieckiego.
Siedzibą powiatu jest miasto Sierpc.

## Podział administracyjny
W skład powiatu wchodzi 7 gmin:
- Gminy miejskie:  Sierpc
- Gminy wiejskie:  Gozdowo, Mochowo, Rościszewo, Sierpc, Szczutowo, Zawidz
- Miasta: Sierpc

## Demografia
W 2014 powiat zamieszkiwało 53 228 osób. Gęstość zaludnienia wynosiła wówczas 62 mieszkańców na 1 km².
Liczba ludności (dane z 31 marca 2014):
|        | Ogółem | Ogółem | Kobiety | Kobiety | Mężczyźni | Mężczyźni |
| osób   | %      | osób   | %       | osób    | %         |           |
| ------ | ------ | ------ | ------- | ------- | --------- | --------- |
| Ogółem | 53 228 | 100    | 27 094  | 50,90   | 26 134    | 49,10     |
| Miasto | 18 453 | 34,67  | 9735    | 18,29   | 8718      | 16,38     |
| Wieś   | 34 775 | 65,33  | 17 359  | 32,61   | 17 416    | 32,72     |

▶Wieś vs ▶miasto
Ogółem (▶k, ▶m)
Miasto (▶k, ▶m)
Wieś (▶k, ▶m)
Ludność powiatu systematycznie maleje i 30 czerwca 2020 roku liczyła 51 744 osoby.

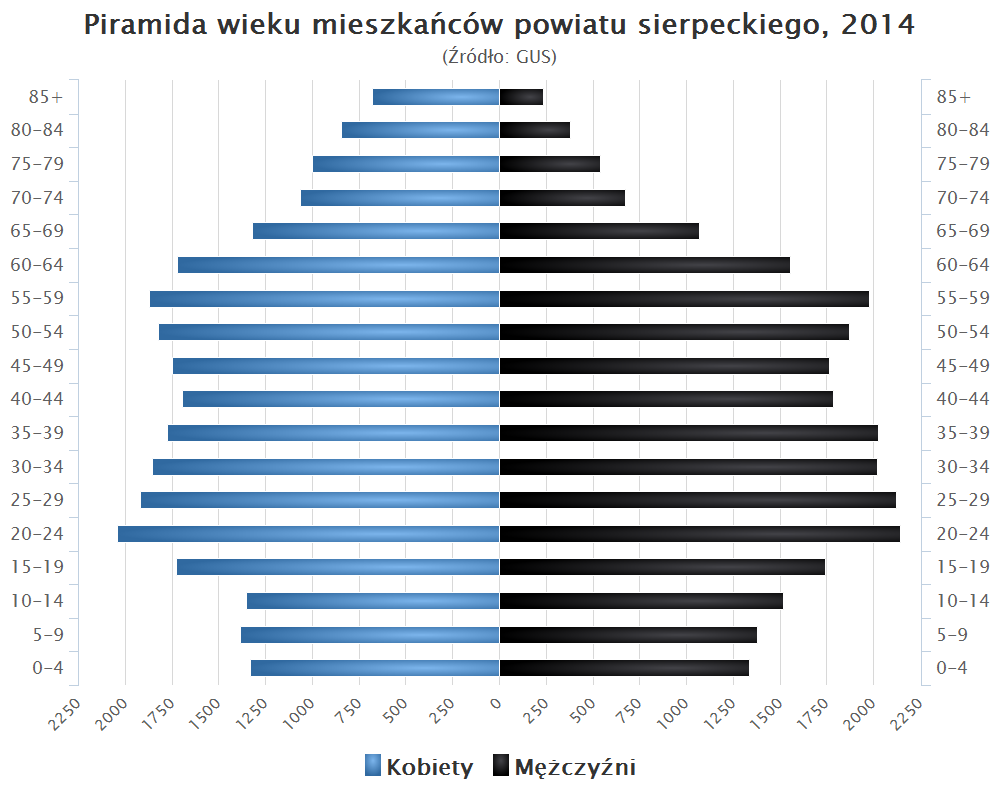
Piramida wieku mieszkańców powiatu sierpeckiego w 2014 roku

## Sąsiednie powiaty
- powiat żuromiński
- powiat płoński
- powiat płocki
- powiat lipnowski (kujawsko-pomorskie)
- powiat rypiński (kujawsko-pomorskie)